# 피코 파크
피코 파크(Pico Park)는 테코파크(TECOPARK)이 개발한 협동 다인용 액션 퍼즐 인디 게임이다. 피코 파크는 마이크로소프트 윈도우용으로 2016년에 비디오 게임 소매업체 스팀을 통해 처음 출시되었으며 로컬 멀티플레이어 게임 플레이 기능을 갖추었다. 이전 이름은 피콜레시타(Picollecitta)였으나 이름이 기억하기 어렵다는 이유로 피코 파크로 변경되었다. 2019년 6월 8일 피코 파크는 닌텐도 스위치용으로 출시되었다. 2021년에 이 게임은 온라인 멀티플레이어 기능이 추가되어 인터넷 연결을 통해 게임 플레이가 가능해졌다.
이 게임은 3가지 게임 모드를 제공한다: 월드(World), 엔들리스(Endless), 배틀(Battle).